# Makrelsalat
Makrelsalat er et pålægsprodukt fremstillet af stegt eller røget makrel blandet med tomatsauce eller tomatpuré, samt mayonnaise.
Retten kan fremstilles på flere måder. Makrellen skæres i mindre stykker, hvorefter man lader den trække i tomatsauce, inden den toppes med et lag mayonnaise, og evt. kapers samt kværnet peber. En anden ofte brugt metode er at blande en dåse "makrel i tomat" med mayonnaise og peber. Makrelsalat serveres oftest på rugbrød. 
Industrielt fremstillet makrelsalat leveres med makrelblandingen i bunden, og mayonnaise på toppen. Flere af disse produkter indeholder mindre end 30 procent makrel og omkring 20 procent tomatpasta.